# موسى ستون
موسى ستون (بالإنجليزية: Moses Stone) هو رابر أمريكي، ولد في 19 أكتوبر 1986 في واشنطن العاصمة في الولايات المتحدة.

## وصلات خارجية
- الموقع الرسمي
- موسى ستون على موقع IMDb (الإنجليزية)
- موسى ستون على موقع ميوزك برينز (الإنجليزية)
- موسى ستون على موقع أول ميوزيك (الإنجليزية)
- موسى ستون على موقع ديسكوغز (الإنجليزية)
- موسى ستون على موقع قاعدة بيانات الفيلم (الإنجليزية)